# 曼希薩

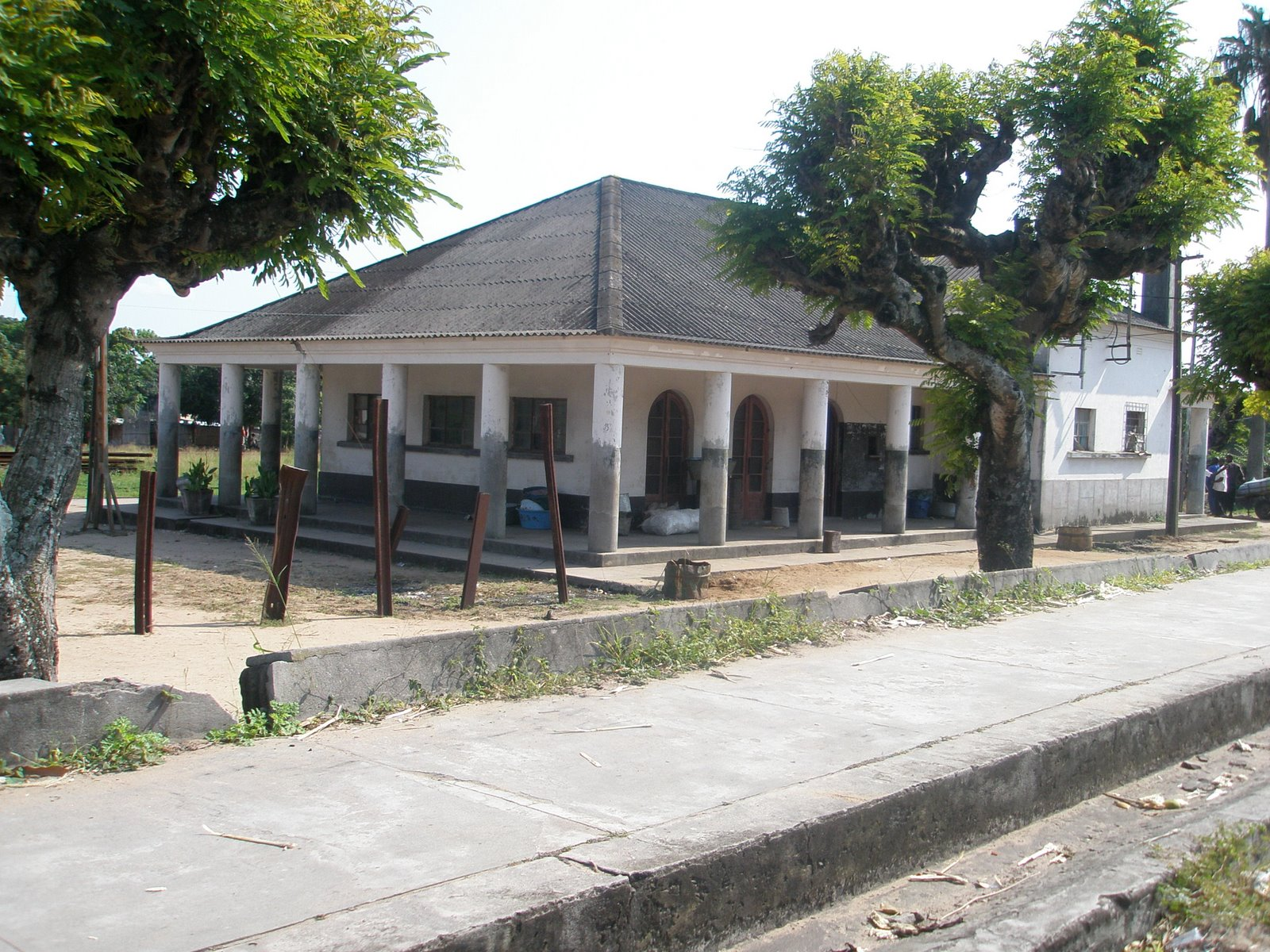
曼希薩

曼希薩（葡萄牙語：Manhiça），是莫桑比克的城鎮，位於該國南部，由馬普托省負責管轄，是曼希薩區的首府，處於科馬提河右岸，距離馬普托75公里，2005年人口60,031。